# Pidonia ruficollis
Pidonia ruficollis là một loài bọ cánh cứng trong họ Cerambycidae.